# Gevlekte Amerikaanse rivierkreeft
De gevlekte Amerikaanse rivierkreeft (Faxonius limosus) is een kreeftensoort uit de Verenigde Staten die leeft in zoet water. De soort ook wel aangeduid als Amerikaanse rivierkreeft of bruine rivierkreeft. De verzamelnaam 'Amerikaanse rivierkreeft' is ook in gebruik voor enkele andere soorten kreeften uit het zoete water van Noord-Amerika. De wetenschappelijke naam van de soort werd in 1817 als Astacus limosus gepubliceerd door Constantine Samuel Rafinesque-Schmaltz.

## Uiterlijk
Volwassen dieren zijn donkerbruin. Kenmerkend zijn de strepen of banden die dwars over het achterlijf lopen. De grootte van een volwassen dier is minimaal 10 cm en maximaal 15 cm.

## Invasieve uitheemse soort
In Europa komt de gevlekte Amerikaanse rivierkreeft voor als exoot. Sinds 2016 staat hij op Unielijst voor invasieve uitheemse soorten. Dit betekent onder andere dat de soort niet langer levend in de Europese Unie mag worden gehouden, ingevoerd, vervoerd, gecommercialiseerd, gekweekt, gebruikt, uitgewisseld noch vrijgelaten in de natuur.
Het dier kan drager zijn van de kreeftenpest. Zelf wordt het dier hier niet ziek van. Door co-evolutie zijn de schimmel die kreeftenpest veroorzaakt en de zoetwaterkreeften uit Noord-Amerika aan elkaar aangepast: de zoetwaterkreeften uit Noord-Amerika zijn resistenter geworden, de schimmel is agressiever geworden. Met de invoer van gevlekte en andere Noord-Amerikaanse rivierkreeften is de kreeftenpest in Europa ingevoerd. De inheemse Europese rivierkreeft is hier niet tegen bestand en is daarom in grote delen van Europa uitgestorven. Mede hierdoor heeft de gevlekte Amerikaanse rivierkreeft zich snel kunnen uitbreiden. 
In de Benelux is deze soort erg algemeen; in Vlaanderen is ze zelfs de algemeenst voorkomende rivierkreeft.

## Afbeeldingen

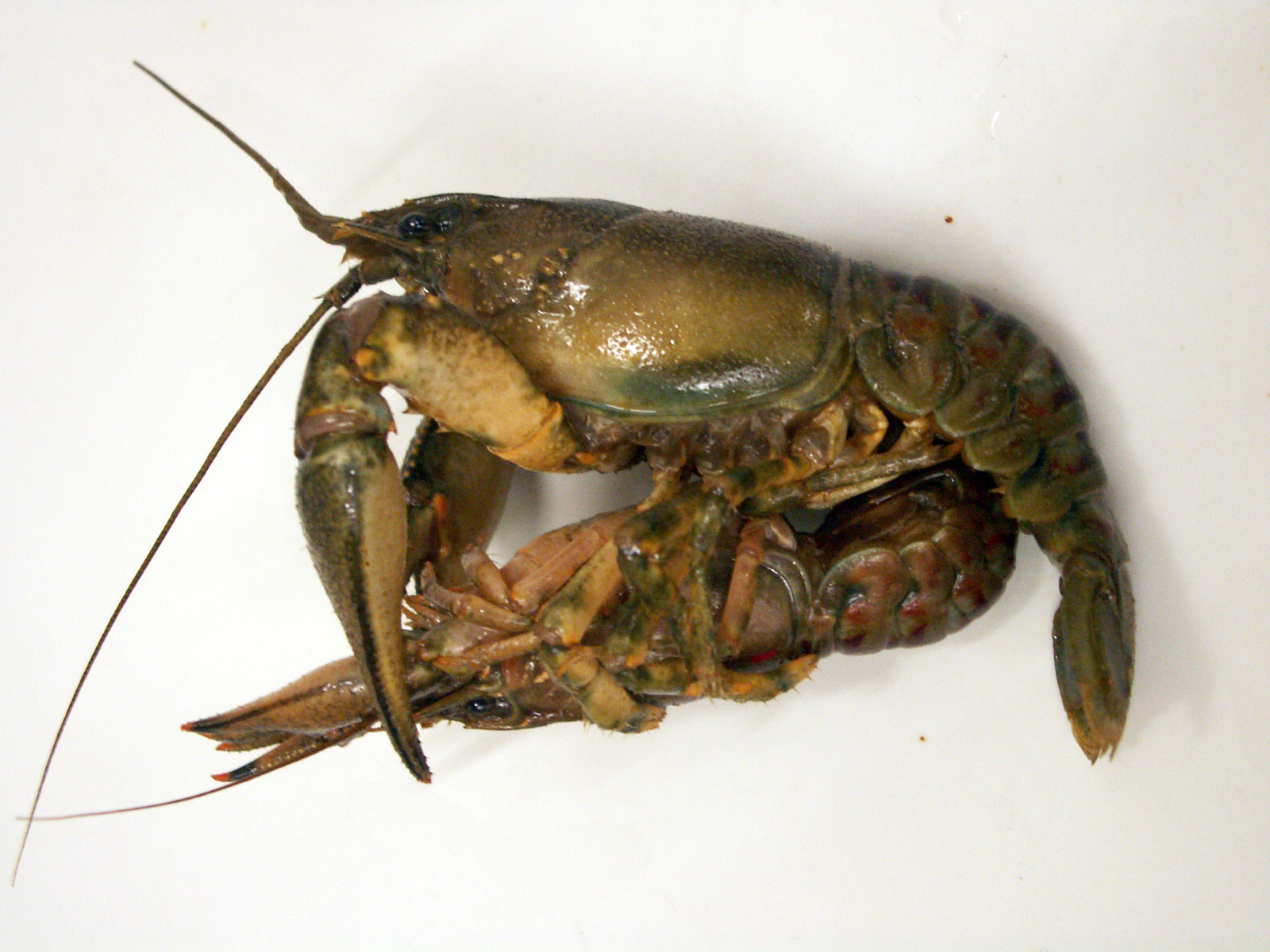
paring
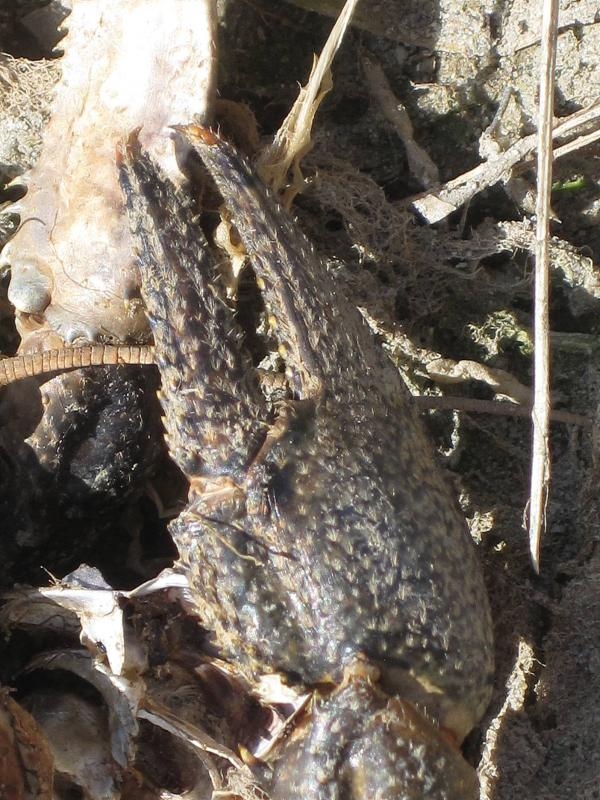
detail rechterschaar
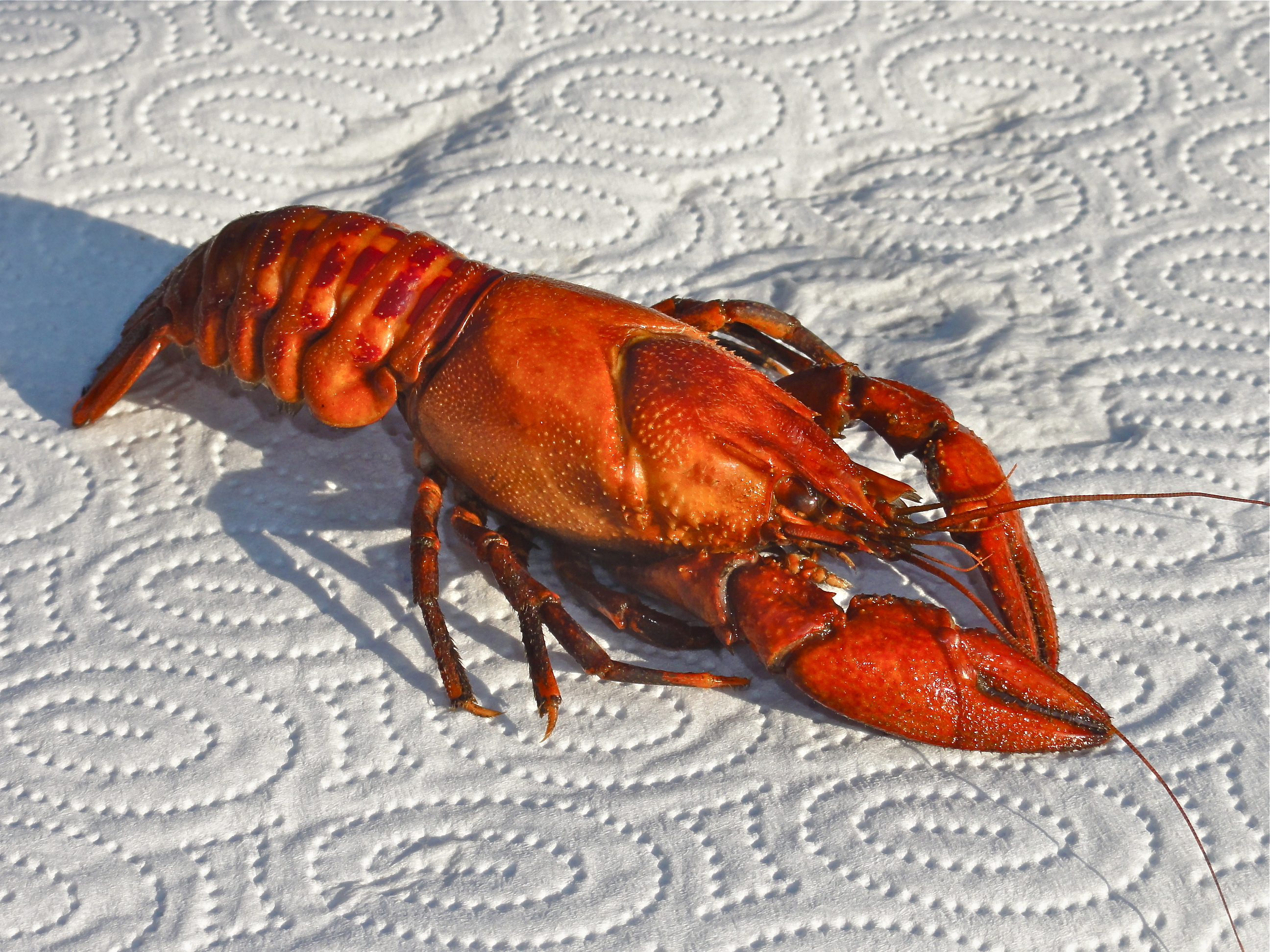
gekookt